# Площа Імбрамовська (Краків)
Площа Імбрамовська (пол. Plac Imbramowski)- ринкова площа в північній частині Кракова, в колишній кадастровій комуні Прондник Бяли. Вона розташована за адресою вул. Опольська, через яку проходить ряд ліній комунікації. 
Площа Імбрамовська має популярність серед жителів  завдяки: різноманітності товарів і виробників, польських, екологічних продуктів і товарів. 
Площа зазнала численних метаморфоз. Колись вона була неорганізованим місцем на околиці міста, куди селяни з навколишніх сіл привозили вози з їхніми товарами. Деякий час тут був дикий автомобільний ринок. Сьогодні це добре спланований і організований ринок, покритий дахом, обладнаний відповідною інфраструктурою. Асортимент реалізованої продукції величезний і давно вийшов за межі сільськогосподарської продукції. Клієнти можуть також користуватися певними послугами (включаючи перукаря, косметолога, страхування), а також з'їсти гарячу їжу . 

## Див.також
- Офіційна сторінка [Архівовано 15 червня 2021 у Wayback Machine.]